# KHK Roter Stern Belgrad
Der KHK Roter Stern Belgrad (serbisch-kyrillisch Клизачко хокејашки клуб Црвена звезда, Schlittschuh- und Eishockeyklub Roter Stern) ist die Eishockeyabteilung des serbischen Sportvereins Roter Stern Belgrad aus Belgrad, welche 1947 gegründet wurde und bis der Serbischen Eishockeyliga angehört. Zudem nahm der Verein ab 2007 an der Pannonischen Liga teil, der fünf Teams aus Serbien und zwei aus Kroatien angehörten. Nach zwei Jahren in der slowenischen Eishockeyliga, spielt der Klub seit 2017 neben den Einsätzen in der heimischen Liga auch in der International Hockey League. Seine Heimspiele trägt der Club in der Ledena dvorana Pionir aus.

## Geschichte
HK Roter Stern Belgrad konnte fünfmal die Serbisch-Montenegrinische Eishockeyliga gewinnen. In den Jahren 1992 und 1993, so wie in den Jahren 1996 und 1997 gelangen den Hauptstädtern jeweils zwei Meistertitel in Folge. Zuletzt gewann das Team 2005 die Meisterschaft. 2013 zog sich der Verein aus finanziellen Gründen vom Spielbetrieb der serbischen Eishockeyliga zurück, kehrte aber bereits ein Jahr später zurück. 2018 wurde die sechste Serbische Meisterschaft gefeiert. Im selben Jahr erreichte der Klub in der neuen International Hockey League das Playoff-Halbfinale. Die Meisterschaften sieben bis neun folgten in den Jahren 2019 bis 2021. 2019 konnte zudem die International Hockey League gewonnen werden.

## Erfolge
- Serbischer Meister: 1992, 1993, 1996, 1997, 2005, 2018, 2019, 2020, 2021
- Sieger International Hockey League: 2019